# No Bitter End
No Bitter End è un brano della cantautrice finlandese Tarja. Il 20 aprile 2016 è stato pubblicato nel canale YouTube dell'artista un videoclip del brano, volto alla promozione degli album The Brightest Void e The Shadow Self, essendo la canzone contenuta in entrambi gli album. Il brano viene infine pubblicato come singolo ufficiale di The Shadow Self il 5 agosto dello stesso anno.

## Tracce
CD e vinile
1. No Bitter End (Video Clip Version)
2. House of Wax (Mono Mix)